# Entyloma picridis
Entyloma picridis är en svampart som beskrevs av Rostr. 1877. Entyloma picridis ingår i släktet Entyloma och familjen Entylomataceae.   Inga underarter finns listade i Catalogue of Life.